# Fußball- und Sportverein Zwickau 2012-2013
Questa voce raccoglie le informazioni riguardanti il Fußball- und Sportverein Zwickau nelle competizioni ufficiali della stagione 2012-2013.

## Stagione
Nella stagione 2012-2013 il Zwickau, allenato da Torsten Ziegner, concluse il campionato di Regionalliga nordest al 3º posto.

## Rosa
| N. |                     | Ruolo | Calciatore      |
| -- | ------------------- | ----- | --------------- |
| 1  | Germania (bandiera) | P     | Denny Kallisch  |
| 4  | Germania (bandiera) | D     | Robert Paul     |
| 5  | Germania (bandiera) | D     | Mike Baumann    |
| 6  | Germania (bandiera) | C     | Christoph Göbel |
| 7  | Germania (bandiera) | D     | Sebastian Doro  |
| 8  | Germania (bandiera) | C     | Manuel Stiefel  |
| 9  | Germania (bandiera) | A     | Steffen Kellig  |
| 10 | Germania (bandiera) | A     | Martin Ullmann  |
| 11 | Germania (bandiera) | C     | Stefan Schumann |
| 13 | Germania (bandiera) | C     | Marco Wölfel    |
| 14 | Polonia (bandiera)  | A     | Hubert Bylicki  |
| 14 | Germania (bandiera) | A     | Carsten Werneke |
| 15 | Germania (bandiera) | C     | Tom Wilhelm     |

| N. |                     | Ruolo | Calciatore       |
| -- | ------------------- | ----- | ---------------- |
| 16 | Germania (bandiera) | A     | Robin Hölzel     |
| 17 | Germania (bandiera) | D     | Benjamin Fuß     |
| 18 | Germania (bandiera) | C     | Florian Eggert   |
| 19 | Germania (bandiera) | D     | Davy Frick       |
| 20 | Germania (bandiera) | D     | Marcel Trehkopf  |
| 21 | Germania (bandiera) | P     | Marian Unger     |
| 22 | Germania (bandiera) | D     | Eric Fischer     |
| 23 | Germania (bandiera) | C     | Tobias Fugmann   |
| 24 | Germania (bandiera) | C     | André Luge       |
| 25 | Germania (bandiera) | C     | Philipp Röhr     |
| 26 | Germania (bandiera) | P     | Norman Wohlfeld  |
| 27 | Germania (bandiera) | D     | Florian Grossert |

## Organigramma societario
Area tecnica
- Allenatore: Torsten Ziegner
- Allenatore in seconda: David Wagner
- Preparatore dei portieri: Steffen Süßner
- Preparatori atletici:
- Analisi video:

## Calciomercato

### Sessione estiva
| Acquisti | Acquisti         | Acquisti             | Acquisti |
| R.       | Nome             | da                   | Modalità |
| -------- | ---------------- | -------------------- | -------- |
| D        | Sebastian Doro   | Carl Zeiss Jena      |          |
| C        | Florian Eggert   | Germania Halberstadt |          |
| C        | Christoph Göbel  | Siegen               |          |
| D        | Florian Grossert | Babelsberg           |          |
| A        | Martin Ullmann   | Carl Zeiss Jena      |          |
| P        | Marian Unger     | Babelsberg           |          |

| Cessioni | Cessioni       | Cessioni       | Cessioni |
| R.       | Nome           | a              | Modalità |
| -------- | -------------- | -------------- | -------- |
| A        | Jörg Laskowski | Rapid Chemnitz |          |
| D        | Danny Troschke | FSV Zwickau II |          |

### Sessione invernale
| Acquisti | Acquisti | Acquisti | Acquisti |
| R.       | Nome     | da       | Modalità |
| -------- | -------- | -------- | -------- |

| Cessioni | Cessioni | Cessioni | Cessioni |
| R.       | Nome     | a        | Modalità |
| -------- | -------- | -------- | -------- |

## Risultati

### Regionalliga

#### Girone di andata
| Zwickau 3 ottobre 2012, ore 13:30 CEST 1ª giornata | Zwickau     | 0 – 0 referto | Carl Zeiss Jena | Sportforum Eckersbach (3 615 spett.)\| Arbitro: \| Schmickartz \| |
| Arbitro:                                           | Schmickartz |               |                 |                                                                   |

| Arbitro: | Wartmann |

|              |           |  |
| Kruschke 60’ | Marcatori |  |

| Arbitro: | Lämmchen |

|                                                     |           |  |
| Kellig 18’ Grossert 32’ (rig.) Wölfel 59’ Frick 81’ | Marcatori |  |

| Neustrelitz 16 settembre 2012, ore 13:30 CEST 4ª giornata | Neustrelitz | 0 – 0 referto | Zwickau | Parkstadion (1 017 spett.)\| Arbitro: \| Kutscher \| |
| Arbitro:                                                  | Kutscher    |               |         |                                                      |

| Arbitro: | Lossius |

|            |           |  |
| Kellig 55’ | Marcatori |  |

| Arbitro: | Gräfe |

|            |           |             |
| Yılmaz 38’ | Marcatori | 53’ Fugmann |

| Arbitro: | Wilske |

|                               |           |  |
| Luge 31’ Göbel 48’ Kellig 79’ | Marcatori |  |

| Arbitro: | Sather |

|            |           |            |
| Schuch 61’ | Marcatori | 41’ Wölfel |

| Arbitro: | Bärmann |

|                                |           |  |
| Kellig 37’ (rig.) Trehkopf 84’ | Marcatori |  |

| Arbitro: | Wessel |

|  |           |                           |
|  | Marcatori | 56’, 76’ Kellig 69’ Göbel |

| Arbitro: | Prager |

|                              |           |                    |
| Wölfel 45’ Kellig 90’ (rig.) | Marcatori | 77’ (rig.) Morales |

| Arbitro: | Musick |

|  |           |                                                    |
|  | Marcatori | 15’ Luge 47’ Wölfel 52’ Göbel 68’ Kellig 80’ Frick |

| Arbitro: | Burda |

|  |           |           |
|  | Marcatori | 81’ Frahn |

| Cottbus 3 febbraio 2013, ore 13:30 CET 14ª giornata | Energie Cottbus II | 0 – 0 referto | Zwickau | Stadion der Freundschaft (278 spett.)\| Arbitro: \| Koslowski \| |
| Arbitro:                                            | Koslowski          |               |         |                                                                  |

| Arbitro: | Lossius |

|                       |           |  |
| Trehkopf 40’ Röhr 81’ | Marcatori |  |

#### Girone di ritorno
| Arbitro: | Schibull |

|                    |           |          |
| Peßolat 89’ (rig.) | Marcatori | 37’ Luge |

| Zwickau 16 febbraio 2013, ore 13:30 CET 17ª giornata | Zwickau | 0 – 0 referto | Berliner AK 07 | Westsachsenstadion (1 029 spett.)\| Arbitro: \| Prager \| |
| Arbitro:                                             | Prager  |               |                |                                                           |

| Arbitro: | Unger |

|              |           |                         |
| Gallegos 90’ | Marcatori | 22’, 39’ Luge 68’ Frick |

| Arbitro: | Koslowski |

|             |           |               |
| Ullmann 80’ | Marcatori | 90’ Schindler |

| Arbitro: | Kluge |

|  |           |                                      |
|  | Marcatori | 6’ Kellig 50’ (aut.) Brumme 60’ Paul |

| Zwickau 10 aprile 2013, ore 18:30 CEST 21ª giornata | Zwickau | 0 – 0 referto | Optik Rathenow | Sportforum Eckersbach (603 spett.)\| Arbitro: \| Anger \| |
| Arbitro:                                            | Anger   |               |                |                                                           |

| Halberstadt 22 maggio 2013, ore 18:30 CEST 22ª giornata | Germania Halberstadt | 0 – 0 referto | Zwickau | Friedensstadion (570 spett.)\| Arbitro: \| Wilske \| |
| Arbitro:                                                | Wilske               |               |         |                                                      |

| Arbitro: | Stolz |

|           |           |          |
| Frick 13’ | Marcatori | 57’ Pfoh |

| Arbitro: | Becker |

|                                     |           |                             |
| Müller 11’ Hauswald 70’ Rudolph 85’ | Marcatori | 14’ (rig.) Kellig 48’ Frick |

| Arbitro: | Sather |

|                    |           |          |
| Luge 33’, 77’, 79’ | Marcatori | 60’ Rupf |

| Arbitro: | Becker |

|               |           |                          |
| Saberdest 22’ | Marcatori | 6’ (rig.) Luge 17’ Frick |

| Arbitro: | Lämmchen |

|                                    |           |  |
| Luge 15’, 57’ Ullmann 67’ Paul 83’ | Marcatori |  |

| Lipsia 12 maggio 2013, ore 13:30 CEST 28ª giornata | RB Lipsia | 0 – 0 referto | Zwickau | Red Bull Arena (6 483 spett.)\| Arbitro: \| Klemm \| |
| Arbitro:                                           | Klemm     |               |         |                                                      |

| Zwickau 19 maggio 2013, ore 13:30 CEST 29ª giornata | Zwickau  | 0 – 0 referto | Energie Cottbus II | Sportforum Eckersbach (1 086 spett.)\| Arbitro: \| Wartmann \| |
| Arbitro:                                            | Wartmann |               |                    |                                                                |

| Magdeburgo 25 maggio 2013, ore 13:30 CEST 30ª giornata | Magdeburgo | 0 – 0 referto | Zwickau | MDCC-Arena (4 287 spett.)\| Arbitro: \| Wessel \| |
| Arbitro:                                               | Wessel     |               |         |                                                   |

## Statistiche

### Statistiche di squadra
| Competizione         | Punti | In casa | In casa | In casa | In casa | In casa | In casa | In trasferta | In trasferta | In trasferta | In trasferta | In trasferta | In trasferta | Totale | Totale | Totale | Totale | Totale | Totale | DR  |
| Competizione         | Punti | G       | V       | N       | P       | Gf      | Gs      | G            | V            | N            | P            | Gf           | Gs           | G      | V      | N      | P      | Gf     | Gs     | DR  |
| -------------------- | ----- | ------- | ------- | ------- | ------- | ------- | ------- | ------------ | ------------ | ------------ | ------------ | ------------ | ------------ | ------ | ------ | ------ | ------ | ------ | ------ | --- |
| Regionalliga nordest | 53    | 15      | 8       | 6       | 1       | 23      | 5       | 15           | 5            | 8            | 2            | 21           | 9            | 30     | 13     | 14     | 3      | 44     | 14     | +30 |
| Totale               | 53    | 15      | 8       | 6       | 1       | 23      | 5       | 15           | 5            | 8            | 2            | 21           | 9            | 30     | 13     | 14     | 3      | 44     | 14     | +30 |

### Andamento in campionato
| Giornata  | 1  | 2  | 3 | 4 | 5 | 6 | 7 | 8 | 9 | 10 | 11 | 12 | 13 | 14 | 15 | 16 | 17 | 18 | 19 | 20 | 21 | 22 | 23 | 24 | 25 | 26 | 27 | 28 | 29 | 30 |
| --------- | -- | -- | - | - | - | - | - | - | - | -- | -- | -- | -- | -- | -- | -- | -- | -- | -- | -- | -- | -- | -- | -- | -- | -- | -- | -- | -- | -- |
| Luogo     | C  | T  | C | T | C | T | C | T | C | T  | C  | T  | C  | T  | C  | T  | C  | T  | C  | T  | C  | T  | C  | T  | C  | T  | C  | T  | C  | T  |
| Risultato | N  | P  | V | N | V | N | V | N | V | V  | V  | V  | P  | N  | V  | N  | N  | V  | N  | V  | N  | N  | N  | P  | V  | V  | V  | N  | N  | N  |
| Posizione | 11 | 14 | 6 | 8 | 5 | 6 | 3 | 4 | 4 | 2  | 2  | 2  | 3  | 3  | 3  | 3  | 2  | 2  | 2  | 2  | 3  | 3  | 3  | 4  | 4  | 4  | 3  | 3  | 3  | 3  |

Legenda:

Luogo: C = Casa; T = Trasferta. Risultato: V = Vittoria; N = Pareggio; P = Sconfitta.

### Statistiche dei giocatori
| M. Baumann  | 15 | 0  | 2 | 1 |
| H. Bylicki  | 0  | 0  | 0 | 0 |
| S. Doro     | 12 | 0  | 1 | 0 |
| F. Eggert   | 22 | 0  | 0 | 0 |
| E. Fischer  | 0  | 0  | 0 | 0 |
| D. Frick    | 30 | 6  | 1 | 0 |
| T. Fugmann  | 26 | 1  | 1 | 0 |
| B. Fuß      | 27 | 0  | 0 | 0 |
| F. Grossert | 10 | 1  | 2 | 0 |
| C. Göbel    | 28 | 3  | 5 | 1 |
| R. Hölzel   | 3  | 0  | 0 | 0 |
| D. Kallisch | 0  | 0  | 0 | 0 |
| S. Kellig   | 21 | 10 | 2 | 0 |
| A. Luge     | 29 | 11 | 4 | 0 |
| R. Paul     | 27 | 2  | 5 | 0 |
| P. Röhr     | 29 | 1  | 7 | 0 |
| S. Schumann | 0  | 0  | 0 | 0 |
| M. Stiefel  | 25 | 0  | 7 | 1 |
| M. Trehkopf | 22 | 2  | 6 | 0 |
| M. Ullmann  | 23 | 2  | 4 | 0 |
| M. Unger    | 28 | 0  | 1 | 1 |
| C. Werneke  | 4  | 0  | 0 | 0 |
| T. Wilhelm  | 1  | 0  | 0 | 0 |
| N. Wohlfeld | 4  | 0  | 0 | 0 |
| M. Wölfel   | 29 | 4  | 2 | 0 |